# Neorphula latipennis
Neorphula latipennis är en insektsart som först beskrevs av Bruner, L. 1911.  Neorphula latipennis ingår i släktet Neorphula och familjen gräshoppor. Inga underarter finns listade i Catalogue of Life.